# Плавание на летних Олимпийских играх 1904 — 880 ярдов вольным стилем
Соревнования по плаванию на 880 ярдов вольным стилем среди мужчин на летних Олимпийских играх 1904 прошли 7 сентября. Приняли участие шесть спортсменов из четырёх стран.

## Призёры
| Золото              | Серебро           | Бронза            |
| Эмиль Рауш Германия | Фрэнсис Гэйли США | Геза Кисс Венгрия |

## Соревнование
| Место | Спортсмен           | Результат  |
| ----- | ------------------- | ---------- |
| 1     | Эмиль Рауш (GER)    | 13:11,4    |
| 2     | Фрэнсис Гэйли (USA) | 13:23,4    |
| 3     | Геза Кисс (HUN)     | Неизвестен |
| 4     | Эдгар Адамс (USA)   | Неизвестен |
| 5     | Генри Хэнди (USA)   | Неизвестен |
| —     | Отто Вале (AUT)     | DNF        |